# Џамел Хаимуди
Џамел Хаимуди (Djamel Haimoudi, арап. جمال حيمودي), рођен 10. децембра 1970, алжирски је фудбалски судија.
Судио је на Афричком купу нација 2008., Афричком купу нација 2012., Светском првенству у фудбалу до 20 година 2011. и на Светском првенству у фудбалу 2014.. Такође је и један од судија на КАФ лиги шампиона.